# Siniperca knerii
Siniperca knerii är en fiskart som beskrevs av Garman 1912. Siniperca knerii ingår i släktet Siniperca och familjen Percichthyidae. IUCN kategoriserar arten globalt som otillräckligt studerad. Inga underarter finns listade i Catalogue of Life.